# Miklinlampi
Miklinlampi är en sjö i Finland. Den ligger i kommunen Kontiolax i landskapet Norra Karelen, i den sydöstra delen av landet, 400 km nordost om huvudstaden Helsingfors. Miklinlampi ligger 147 meter över havet. Den är 16,6 meter djup. Arean är 47,1 hektar och strandlinjen är 4,85 kilometer lång. Sjön  ingår i Vuoksens huvudavrinningsområde.   I omgivningarna runt Miklinlampi växer i huvudsak blandskog. Den sträcker sig 1,4 kilometer i nord-sydlig riktning, och 0,6 kilometer i öst-västlig riktning.